# Epilachna varivestis
Epilachna varivestis är en skalbaggsart som beskrevs av Étienne Mulsant 1850. Epilachna varivestis ingår i släktet Epilachna och familjen nyckelpigor. Inga underarter finns listade i Catalogue of Life.

## Bildgalleri

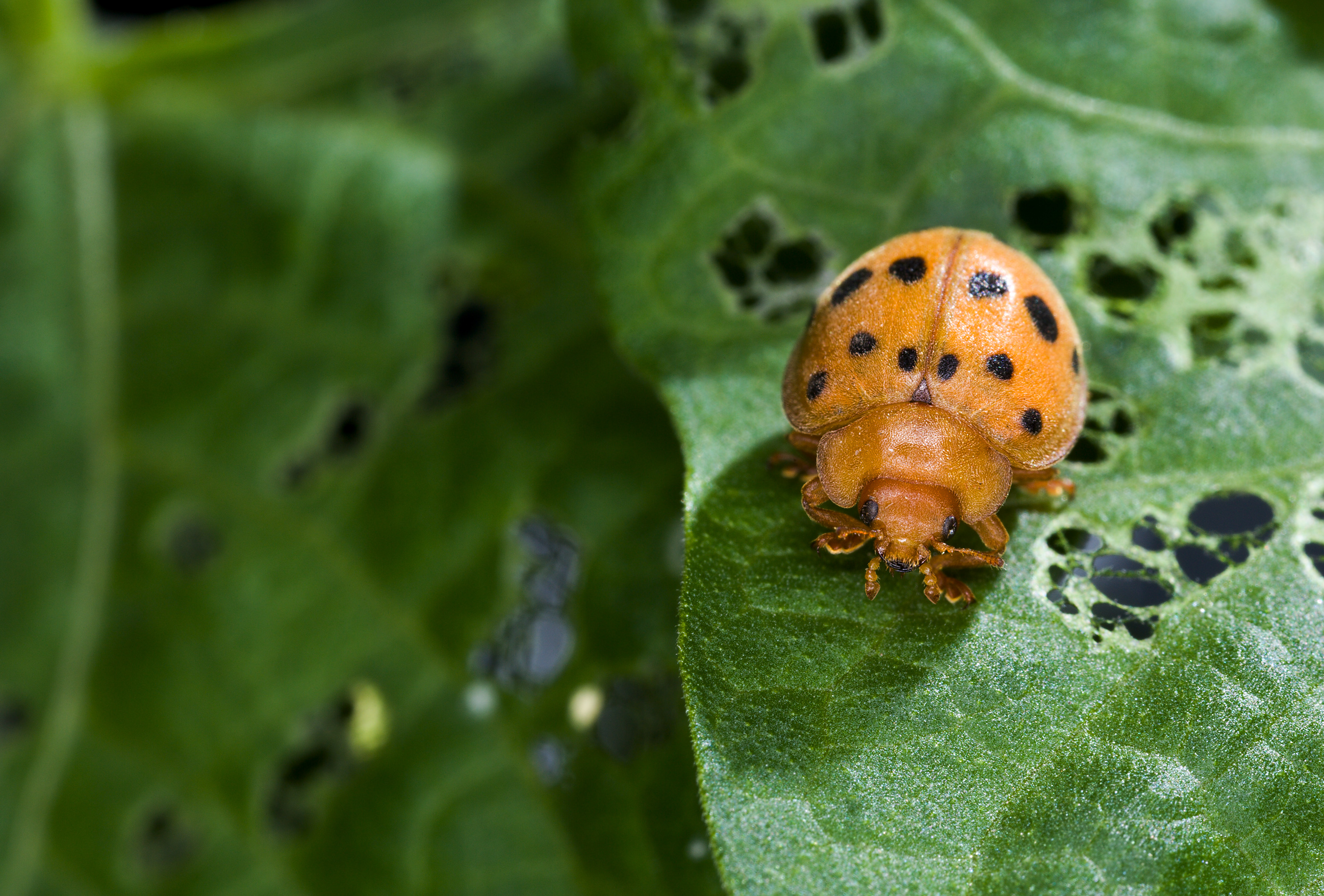